# Eumyias
Eumyias är ett fågelsläkte i familjen flugsnappare inom ordningen tättingar. Det omfattar elva arter som förekommer från norra Pakistan och södra Kina till Sri Lanka och Indonesien:
- Minahasaflugsnappare (E. sanfordi) – tidigare i Cyornis
- Blåhuvad flugsnappare (E. hoevelli) – tidigare i Cyornis
- Hyacintflugsnappare (E. hyacinthus) – tidigare i Cyornis
- Floresflugsnappare (E. oscillans) – tidigare i Rhinomyias, därefter Cyornis
- Sandelflugsnappare (E. stresemanni) – tidigare i Rhinomyias, därefter Cyornis
- Ceylonflugsnappare (E. sordidus)
- Nilgiriflugsnappare (E. albicaudatus)
- Indigoflugsnappare (E. indigo)
- Turkosflugsnappare (E. thalassinus)
- Buruflugsnappare (E. additus) – tidigare i Rhinomyias
- Cyanflugsnappare (E. panayensis)